# Prijaci
Prijaci su naseljeno mjesto u općini Bugojno, Federacija Bosne i Hercegovine, BiH.

## Stanovništvo

### 1991.
Nacionalni sastav stanovništva 1991. godine, bio je sljedeći:
ukupno: 192
- Srbi - 117 (60,93%)
- Hrvati - 74 (38,54%)
- ostali, neopredijeljeni i nepoznato - 1 (0,53%)

### 2013.
Na popisu stanovništva 2013. godine bilo je bez stanovnika.